# 6115 Martinduncan
6115 Martinduncan este un asteroid din centura principală de asteroizi.

## Descriere
6115 Martinduncan este un asteroid din centura principală de asteroizi. A fost descoperit pe 25 septembrie 1984 la Stația Anderson Mesa de Brian A. Skiff. El prezintă o orbită caracterizată de o semiaxă mare de 2,23 ua, o excentricitate de 0,15 și o înclinație de 4,9° în raport cu ecliptica.